# 지크프리트 마르쿠스
지그프리트 자무엘 마르쿠스( 독일어: Siegfried Samuel Marcus,1831년 9월 18일~1898년 7월 1일)은 독일 발명가이다. 마르쿠스는 유대인 출신으로 메 클렌 부르크-슈 베린 대공국의 말힌에서 태어났다. 그는 오스트리아-헝가리 제국의 빈에 살면서 1864년에 최초의 휘발유 차량 가운데 한 종을 만들었다.
마르쿠스는 메 클렌 부르크-슈 베린 대공국의 말힌 의 유대인 가정에서 태어났다. 그는 12세 때부터 견습공으로 일을 시작하였고, 17세에 전신선 설치 회사인 지멘스 운트 할즈크에 입사하였다. 1852년 오스트리아 제국의 수도 빈으로 이주하여 의과대학의 물리연구소에서 기술자로 일했고, 얼마간 지난 후 생리학자인 카를 루트비히의 조교로 일했다. 1860년에 기계 및 전기 장비 제작 워크샵을 열었다. 첫 워크샵은 마리아힐페르스트라쎄 107번지에, 두 번째는 몬트샤인가쎄 4번지에 있었다.
그의 주요 발명품은 전신 릴레이 시스템과 발파기 비너 췬더(Wiener Zünder, 비엔나 폭약)와 같은 점화 장치 등이 있다. 마르쿠스는 빈의 휘텔도르프에 있는 개신교 묘지에 묻혔다. 나중에 빈 중앙 묘지 명예의 전당으로 옮겨졌다.

## 나치

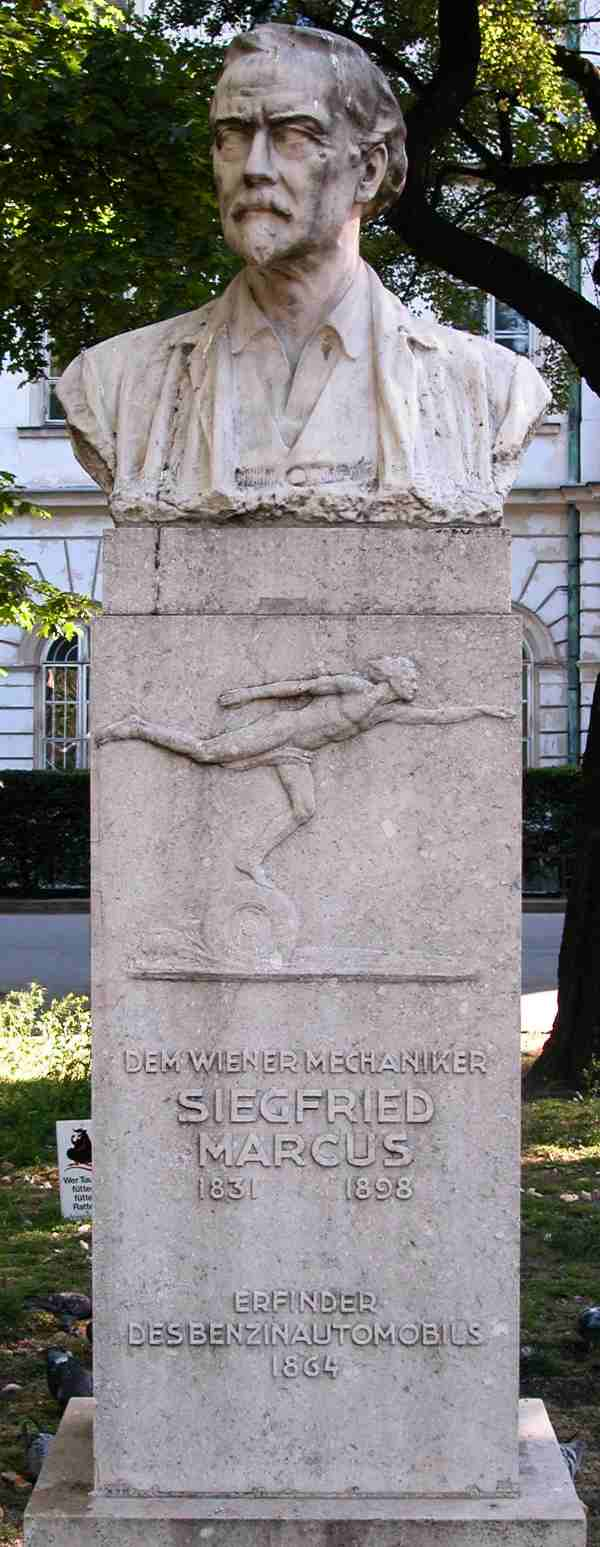
비엔나 기술 박물관 기념비

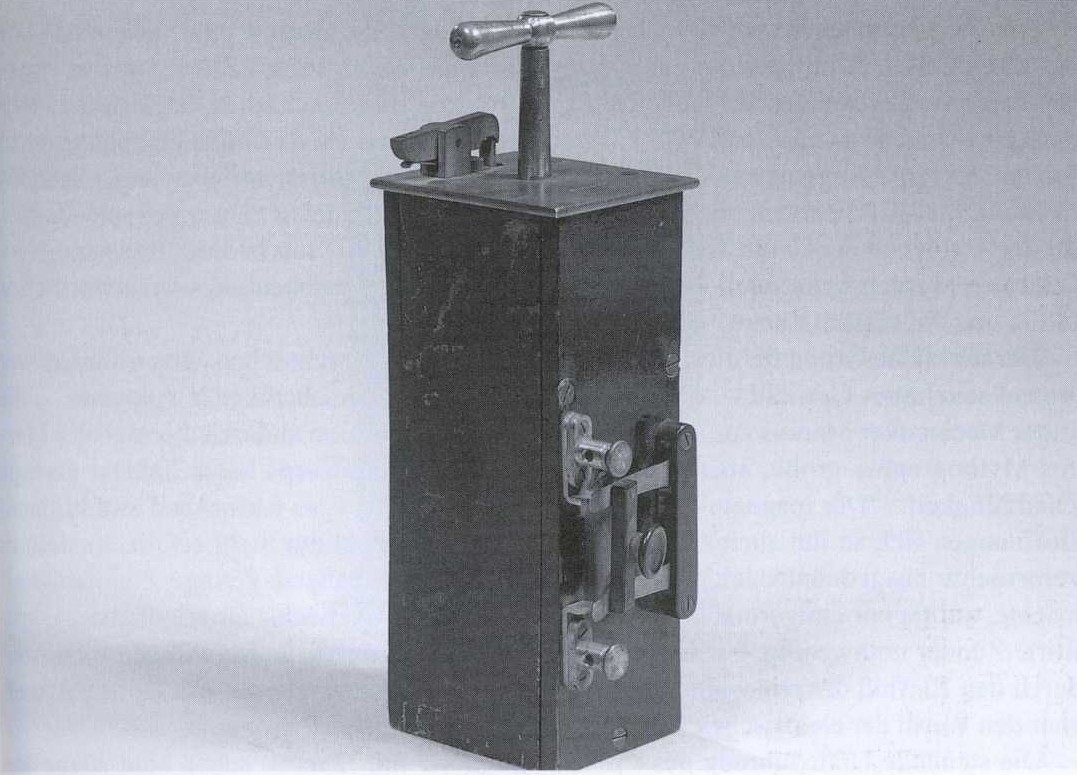
발파기, "비너 췬더(Wiener Zünder, 비엔나 폭약)", 1864년

나치가 오스트리아를 점령하자 마르쿠스가 유대계라는 이유로 그의 이름과 모든 기념품이 사라졌다. 1937년 오스트리아 인종 차별 증오 반대 운동은 뮌헨의 율리우스 슈트라이허의 《영원한 유태인》 전시회에 대한 응답으로 마르쿠스를 포함하여 인류에 기여한 유대인을 기념하는 우표 시리즈를 발행했다. 마르쿠스는 휘발유 자동차의 발명을 공로로서 인정받았다. 1938년 3월 독일의 오스트리아 점령으로 비엔나 공과 대학 앞의 마르쿠스 기념관 이 철거되었다. 제2차 세계 대전 후 기념비가 재건되었고 숨겨져 있던 그의 차가 다시 전시되었다.

마르쿠스는 독일 백과 사전에 현대 자동차 발명가로 등재되어 있었으나 제2차 세계대전 당시 독일 정부의 선전 지시에 따라 삭제되었고, 그 자리는 다임러와 벤츠가 대신하였다. 당시 지시는 아래와 같다. 
Reichsministerium für Volksaufklärung und Propaganda
Geschäftszeichen. S 8100/4.7.4.0/7 1
Berlin W8, den 4. Juli 1940

Wilhelmplatz 8-9
An die Direktion der Daimler-Benz-A.G. Stuttgart-Untertürkheim
Betrifft: Eigentlichen Erfinder des Automobils

Auf Ihr Schreiben vom 30. Mai 1940 Dr.Wo/Fa.
Das Bibliographische Institut und der Verlag F.A. Brockhaus sind darauf hingewiesen worden, dass in Meyers Konversations Lexikon und im Großen Brockhaus künftig nicht Siegfried Marcus, sondern die beiden deutschen Ingenieure Gottlieb Daimler und Carl Benz als Schöpfer des modernen Kraftwagens zu bezeichnen sind.

 번역하면 
대중계몽선전국가부
문서번로 S 8100 / 4.7.4.0 / 7 1
베를린 W8, 4 July 1940 

빌헬름스플라츠 8-9
다임러-밴츠 A.G. 슈투트가르트-운터튀르크하임 이사에게
제목: 자동차의 참된 발명가 

귀사의 1940년 5월 30일 Dr.Wo / Fa 관련 회신
전기 출판자 F. A. 브로크하우스는 장래에 백과사전 메이어즈 콘버자티온스렉시콘과 브로크하우스 백과사전에 현대 자동차의 발명가로 지그문트 마르쿠스를 대신하여 고틀리프 다임러와 카를 벤츠 두 독일인 기술자를 등재하게 될 것임.

 현재 오스트리아에서는 1880년대 후반에 마르쿠스의 휘발유 자동차가 처음 운행되었다고 생각한다. 그러나 초기 간행물에는 1870년 이전에 휘발유 구동 차량을 사용했을 가능성이 있다. 나치 정권이 증거를 파괴하였기 때문에 정확한 날짜는 알 수 없다. 브리태니커는 마르쿠스의 첫 휘발유 자동차는 1864년에 제작되었고, 이후 두번째 차량은 10년이 지난 뒤 개발되었다고 언급하고 있다.

## 마르쿠스의 자동차

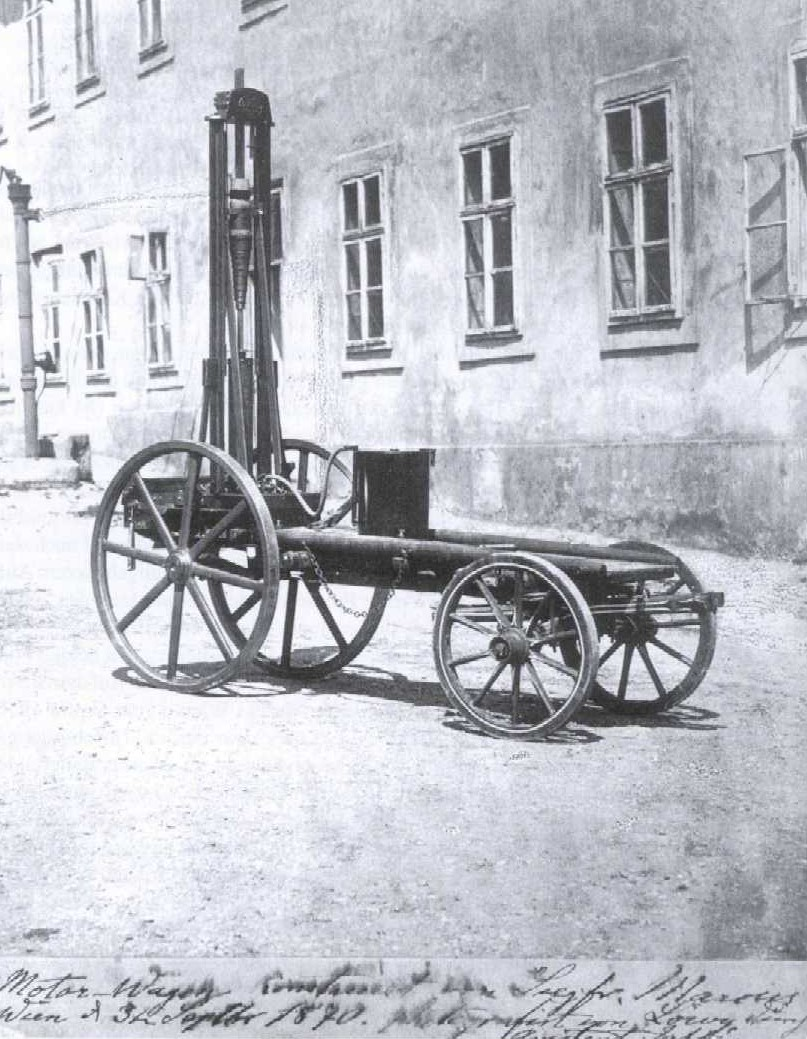
1870년의 마르쿠스 카트

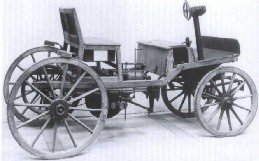
1888년의 마르쿠스 카

마르쿠스의 1870년 휘발유 자동차는 간단한 손수레를 바탕으로 제작되었다. 시동은 드라이브 휠을 지면에서 들어 올리고 회전시켜야 했다. 내연기관은 액체 가연성 물질을 위해 설계되었으며 운행은 휘발유를 사용해 이루어졌다. 통해 차량을 처음으로 추진했다. 마르쿠스는 첫 차량이 만족스럽지 않아 분해했다.
1883년에 저전압 발파기에 대한 특허가 마르쿠스에게 주어졌으며 새로운 휘발유 엔진이 만들어졌다.
새 휘발유 엔진은 1888년 ~ 1889년의 마르쿠스 자동차 엔진을 포함하여 이후 모든 휘발유 엔진에 사용되었다. "회전 브러시 기화기 "와 함께 연동되는 점화플러그 방식은 엔진 설계를 매우 혁신적으로 바꾸었다. 1886년까지 독일 해군은 어뢰정에 이 엔진을 사용하였다.
1887년 마르쿠스는 모라바 회사 마르키, 브로모프스키 & 슐츠와 협업을 시작했다. 그들은 1886년 오토의 4행정 기관 특허가 완료되자 이를 참조로한 4행정 왕복 기관을 제작하였다.
1888-1889년 마르키, 브로모프스키 & 슐츠는 오늘날에도 비엔나 기술 박물관에서 볼 수있는 자동차를 만들었다. 이 차는 마커스를 전 세계적으로 유명하게 만들었다. 미국 기계 엔지니어 협회는 이 차를 역사적 기계 공학 랜드마크 등재하였다.
1938년 런던 타임즈의 존 닉슨은 개념에서 시작하여 제작과 실험으로 진행되는 벤츠의 방식과 대조적으로 마르쿠스의 자동차 개발은 보다 실험적인 것이라고 평가했다. 닉슨은 그래서 마르쿠스의 자동차를 비실용적이라고 평했다. 12년 후, 1950년 타임즈는 비엔나 기술 박물관의 자동차가 1875년에 만들어졌으며 최초의 도로주행용 휘발유 차량이라고 설명했다. 기사에는 비엔나에서 클로스터노이부르크까지 7.5 마일의 첫 여행에 대한 설명이 포함되었다.

## 특허
마르쿠스는 16개국에서 131개의 특허를 획득하였지만, 자동차로 특허를 신청한 적은 없었고 당연히 자동차 특허는 없었다. 그렇더라도 그는 최초의 휘발유 자동차를 발명한 사람임에 틀림없다.
그의 특허 몇 가지 사례 :
- 1861년 9월 10일 33258, 릴레이 자석의 개선[12]
- 2058, 1872년 7월 6일, 공기와 연료 혼합 장치[13]
- 1883년 10월 2일 286030, 개량 된 휘발유 엔진[14]
- 1884년 10월 7일, 306339, 휘발유 엔진 용 전기 점화 장치[15]

마르쿠스는 독일 제국 해군과 함께 전함 대포의 전기 점화 장치를 발명했다. 이 시스템의 장점은 대포를 동시에 발사하거나 특정 발사 패턴을 선택할 수 있고 함교에서 원격으로 발사 할 수 있다는 것이다.

## 같이 보기
- 내연 기관의 역사
- 오스트리아 과학자 목록